# بوکان (محله)
محلهٔ بوکان نام یک خیابان و یکی از محله‌های منطقه ۱ شهرداری تهران شمال شرق شهر تهران است. این محله در نیاوران تهران قرار دارد. بام بوکان، یکی از ۳ بام معروف تهران است. در گذشته به این خیابان، کوهستان هم گفته می‌شد. کوچه‌ای هم به همین نام (کوهستان) در این خیابان وجود دارد. بوکان یکی از محله‌های گران‌قیمت تهران نیز به‌شمار می‌رود.

## وجه تسمیه
در وزارت کشور و تقسیمات کشوری ایران، بوکان، نام شهرستانی در جنوب استان آذربایجان غربی است. اما براساس اطلاعات شهرداری تهران و همچنین تابلوی این خیابان، این وجه تسمیه ارتباطی با شهر بوکان ندارد. همچنین در مکتوبات تاریخی به خصوص در دورهٔ قاجار و پهلوی، به نام چنین محله‌ای در تهران اشاره نشده است. در اسناد و مدارک خطی و نقشه‌های تاریخی، از بوکان بعنوان منطقه‌ای در شمالغرب ایران یاد شده است.
با اینکه قدمت این محله به دوره ناصرالدین شاه برمی‌گردد اما نامگذاری آن به «بوکان» مربوط سال‌ها قبل (دههٔ ۷۰ شمسی) است. نام این محله از شهید لطف‌الله بوکان که از آذری‌های زنجان بودند گرفته شده است.

## خیابانهای مهم
- خیابان بوکان